# Mramorový vodopád
Cascata delle Marmore (Mramorový vodopád) je umělý vodopád na řece Velino osm kilometrů od italského města Terni. Skládá se ze tří stupňů, z nichž nejvyšší měří 83 m, celková výška vodopádu činí 165 m a je tak největším umělým vodopádem na světě.
Skalní stěny jsou pokryty zářivě bílými krystaly uhličitanu vápenatého, který dal vodopádu jméno. Rostou zde mechy a játrovky, okolní vegetaci tvoří typická středomořská macchie. Vodopád je součástí chráněného území, hnízdí zde ledňáček říční, skorec vodní, konipas horský a břehule skalní.
Vodopád vybudovali Římané v roce 271 př. n. l. Do té doby končila řeka Velino na pláni u města Rieti, kde se rozlévala do rozsáhlých močálů, které byly zdrojem malárie. Konzul Manius Curius Dentatus nařídil rozsáhlé úpravy terénu, při nichž byla půda zúrodněna a přebytečná voda odvedena do jezera Piediluco a z něj umělým kanálem na okraj srázu, z něhož padá kaskádami dolů a odtéká do řeky Nera. Ve středověku nebyl kanál udržován a přestal plnit svoji funkci, proto byl rekonstruován v roce 1422 a znovu 1545–1598 (podle tehdejšího papeže Klementa VIII. dostal název Cava Clementina). V roce 1787 provedl architekt Andrea Vici úpravu stupňů vodopádu, aby zmírnil nebezpečí náhlých povodní na řece Nera.
Na počátku dvacátého století bylo vzhledem k rozvoji těžkého průmyslu v okolním kraji rozhodnuto využít sílu vodopádu k výrobě elektrické energie. V roce 1929 byla vybudována vodní elektrárna Galletto, k jejímž turbínám je odváděna většina přitékající vody. Pouze o víkendu je vodopád zprovozněn jako turistická atrakce: po poledni se ozve siréna varující návštěvníky, aby se nezdržovali pod vodopádem, otevřou se stavidla a kaskádami protéká voda v původní síle až 300 m³/s. Ke sledování tohoto přírodního divadla slouží vyhlídka Balcone degli Innamorati (balkon milenců).
O vodopádech se ve svém díle zmiňují Vergilius nebo George Gordon Byron, zobrazovali je malíři jako Giambattista Bassi nebo Giovanni Battista Busiri i filmaři, např. Federico Fellini v Interview nebo Dario Argento ve Stendhalově syndromu, koncertoval zde zpěvák Simone Cristicchi.